# Государственные похороны
Государственные похороны — церемония общественных похорон (ритуал погребения) с соблюдением строгих правил протокола, проводимая в честь людей, имевших общегосударственное значение.
Государственные похороны часто бывают весьма помпезными, иногда включают религиозные моменты и элементы военной традиции. Как правило, они проводятся с целью вовлечения широкой общественности в национальный траурный день, вызывают массовую огласку в национальных и мировых СМИ.

## Африка
На африканском континенте государственных похорон были удостоены: первый президент Алжира Ахмед бен Белла, первый президент Народной Республики Ангола Антонио Агостиньо Нето, первый президент Ботсваны Серетсе Кхама, президент Демократической Республики Конго Лоран-Дезире Кабила, президент Египта Гамаль Абдель Насер, последний шах Ирана Мохаммед Реза Пехлеви (похоронен в Египте), премьер-министр Эфиопии Мелес Зенауи, президент Габона Бонго Ондимба, президент Зимбабве Роберт Мугабе, а также многие другие государственные африканские государственные деятели и некоторые их жёны.
В числе негосударственных персон такой чести были удостоены: камерунский футболист Марк-Вивьен Фоэ, южноафриканский регбист Честер Уильямс, афроамериканский общественный деятель Уильям Дюбуа (похоронен в Гане), участник гражданской войны в Мозамбике Афонсу Длакама и другие.

## Америка
В Аргентине торжественные государственные похороны состоялись, в частности, по случаю смерти президента страны Хуана Перона и его жены Эвы Перон.
В Бразилии такой чести были удостоены: Танкреду Невис — избранный президент страны (не вступивший в должность в связи с болезнью и последующей смертью), вице-президент Жозе Аленкар, трёхкратный чемпион мира Формулы-1 Айртон Сенна, архитектор Оскар Нимейер, Пеле и другие знаменитые футболисты.
На Ямайке были похоронены премьер-министры Хью Ширер и Эдвард Сиага, а также легендарный певец Боб Марли.
Также государственные похороны прошли для кубинского лидера Фиделя Кастро, премьер-министра Барбадоса Дэвида Томпсона, президента Доминики Криспина Сорхайндо, президента Эквадора Сиксто Дюран-Бальена, мексиканского президента Мигеля де ла Мадрида и мексиканского писателя Карлоса Фуэнтеса, премьер-министра Багамских островов сэра Линдена Пиндлинга.
В Канаде государственные похороны — это публичное мероприятие, посвященные памяти генерал-губернаторов, премьер-министров, действующих членов министерства и других видных канадцев по усмотрению премьер-министра. В числе негосударственных деятелей так были похоронены канадские хоккеисты Морис Ришар и Жан Беливо, певец и музыкальный продюсер Рене Анжелил.
В Соединенных Штатах церемония государственных похорон проводится в столице страны — Вашингтоне; она включает военные и религиозные элементы и проходит по протоколу, который имеет богатую историю и традиции. Государственные похороны являются правом, предлагаемым действующему или бывшему президенту Соединенных Штатов, а также другим лицам, назначенным президентом. Существенное значение при похоронах президентов США имеет решение его семьи. Первым президентом, удостоенным такой почести, был Уильям Генри Гаррисон, последним — Джимми Картер. Также с государственными почестями были произведены захоронения на Могиле неизвестного солдата.

## Азия и Океания
В Австралии государственные похороны регламентируются законами её штатов и отличаются незначительно. Преимущественно они выполняются для государственных деятелей и политиков — губернаторам, премьер-министрам, спикерам Законодательного собрания и другим высокопоставленным должностным лицам. По усмотрению премьера государственные похороны могут быть организованы другим выдающимся австралийцам, в частности, так были похоронены телеведущий Питер Эванс, футболист Тед Уиттен, автогонщик Питер Брок, актёр Чарльз Тингвелл и другие. Похожие правила существуют в соседней Новой Зеландии, где такой чести были удостоены основатель Либеральной партии Новой Зеландии Джон Балланс, премьер-министры Джозеф Уорд и Майкл Сэвидж.
В соответствии с Законом о государственных похоронах 1948 года, в Китае государственные похороны объявляются президентским указом. В числе многих похороненных с такими почестями, были: первый руководитель армии Китайской республики Хуан Син, основатель партии Гоминьдан Сунь Ятсен, государственный деятель и учёный Цай Юаньпэй, один из идеологов Китайской Национальной партии Дай Цзитао, президент Китайской республики, маршал и генералиссимус Чан Кайши, президент Китайской республики Янь Цзягань. На Тайване этой чести была удостоена азиатская поп-певица Тереза Тенг, в Гонконге — губернатор Эдвард Юд и бизнесмен-политик Генри Фок.
В Индии государственные похороны были первоначально предназначены только для президентов, премьер-министров, союзных министров и главных министров штатов. Решение о проведении государственных похорон изначально принималось правительством Индии. Позже законы были изменены таким образом, что правительство штата само может решать, кому будут предоставлены государственные похороны, в зависимости от статуса умершего. В числе многочисленных государственных деятелей, у кого состоялись государственные похороны, были: президент страны Закир Хусейн, вице-президент Кришан Кант, премьер-министры Джавахарлал Неру и Индира Ганди, министр Арун Джетли, министр индийского штата Тамилнад Джаярам Джаялалита, Мать Тереза, актёр и режиссёр Шаши Капур, актриса Шридеви, журналист и политик Бал Такерей.
В Индонезии государственные похороны проводятся в случае смерти президента, вице-президента и первой леди, а также главнокомандующих армии, в их числе: Судирман, Сукарно, Хаменгкубувоно IX, Сухарто, Сити Хартина, Ани Юдойоно, Бухаруддин Хабиби.
В Таиланде государственные похороны в основном аналогичны королевским похоронам, проводимым монарху и членам королевской семьи.
В других странах этого региона государственных похорон были удостоены: Нородом Сурамарит и Нородом Сианук (Камбоджа); Реза Пехлеви, Рухолла Хомейни и Махмуд, Хашеми-Шахруди (Иран); Нам Ир, Чхве Кван и Ким Чен Ир (Северная Корея); Пак Чон Хи, Ким Дэ Чжун и Ким Ён Сам (Южная Корея); Рут Пфау (Пакистан); Арисугава-но-мия Тарухито, Арисугава-но-мия Такэхито, Исороку Ямамото и Ёсида, Сигэру (Япония); Эмилио Агинальдо и Хайме Лачика Син (Филиппины); Юсоф бин Исхак, Ли Куан Ю и его жена Куа Гьёк Чи (Сингапур); Хо Ши Мин, Нгуен Ван Линь, Фан Ван Кхай и Чан Дай Куанг (Вьетнам), а также многие другие.

## Европа
Церемония государственных похорон существует во всех странах Европы. Этой чести были удостоены: Абульфаз Эльчибей и Гейдар Алиев в Азербайджане; Вацлав Гавел и Карел Готт в Чехии; Юхани Ахо (первым), Ян Сибелиус и Мауно Койвисто в Финляндии; выдающиеся люди Италии, Дании, Бельгии и Нидерландов.
Во Франции высшей формой государственных похорон является Национальная церемония прощания так были похоронены бывшие президенты Шарль де Голль, Франсуа Миттеран и Жак Ширак, а также такие известные деятели культуры, как Виктор Гюго, Поль Валери, Эме Сезер, Филипп Леклерк, Шарль Азнавур, Жан-Поль Бельмондо и полицейские, погибшие во французских терактах 23 марта 2018. Национальная церемония прощания во Франции проводится по указу и с участием президента. Самая высокая честь — быть похороненным в парижском Пантеоне.
Государственные похороны проводят и на территории стран Соединённого королевства.

### Россия
В Российской империи каждое новое царствование начиналось с торжественных похорон предыдущего правителя. В XIX веке эта церемония подчеркивала преемственность власти. С такими же почестями были захоронены все последующие руководители СССР и России, которые умерли на посту главы государства: Ленин, Сталин, Брежнев, Андропов, Черненко (похоронены на Красной площади в Москве) и Ельцин, ставший первым российским главой государства за более чем сто лет, который был похоронен на церковной церемонии (после российского императора Александра III).

## Фотогалерея

Государственные похороны
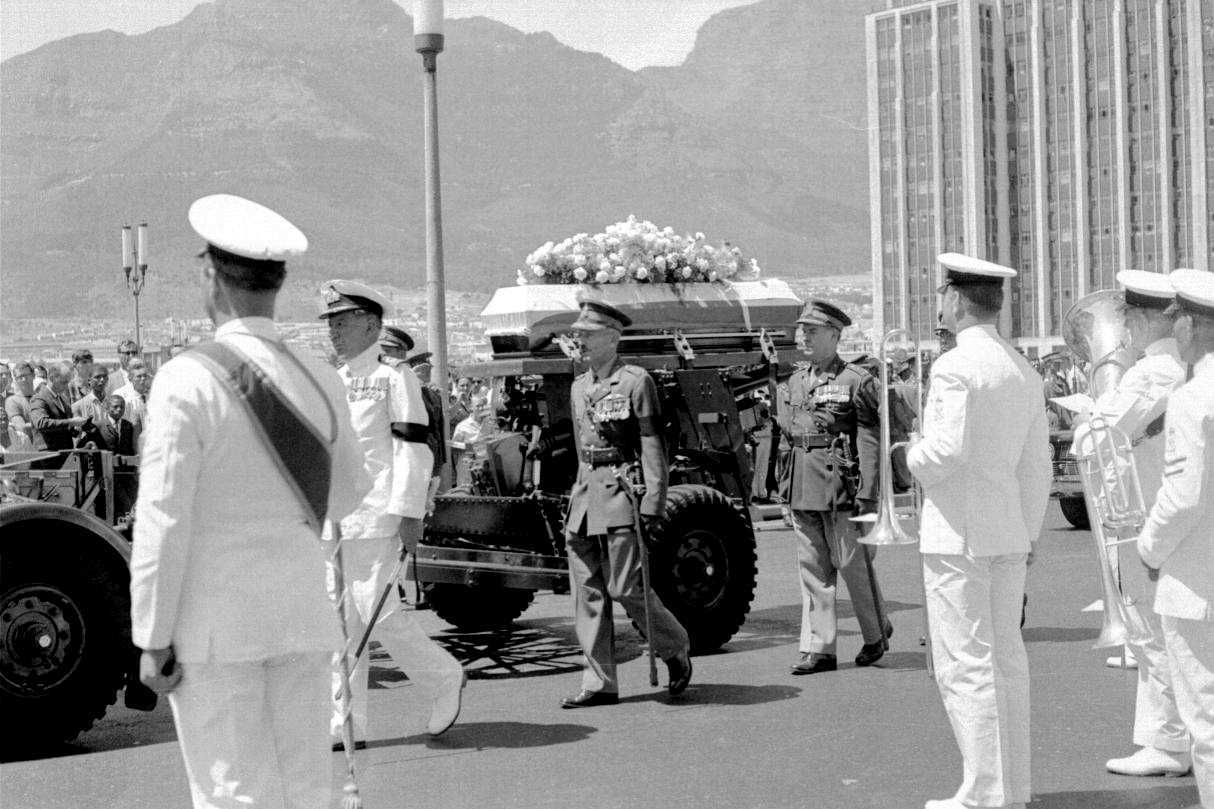
Теофилус Дёнгес, Южная Африка
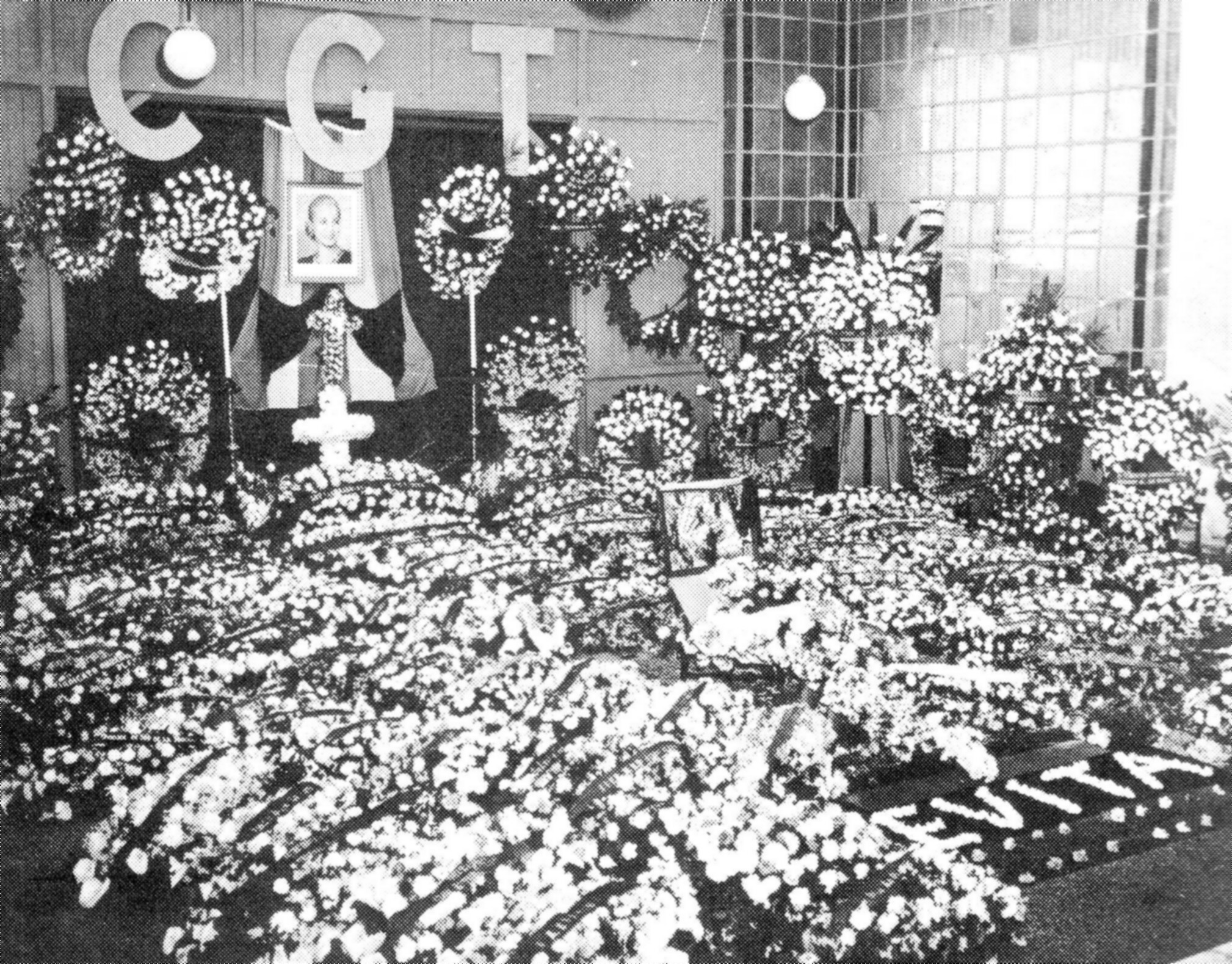
Эва Перон, Аргентина
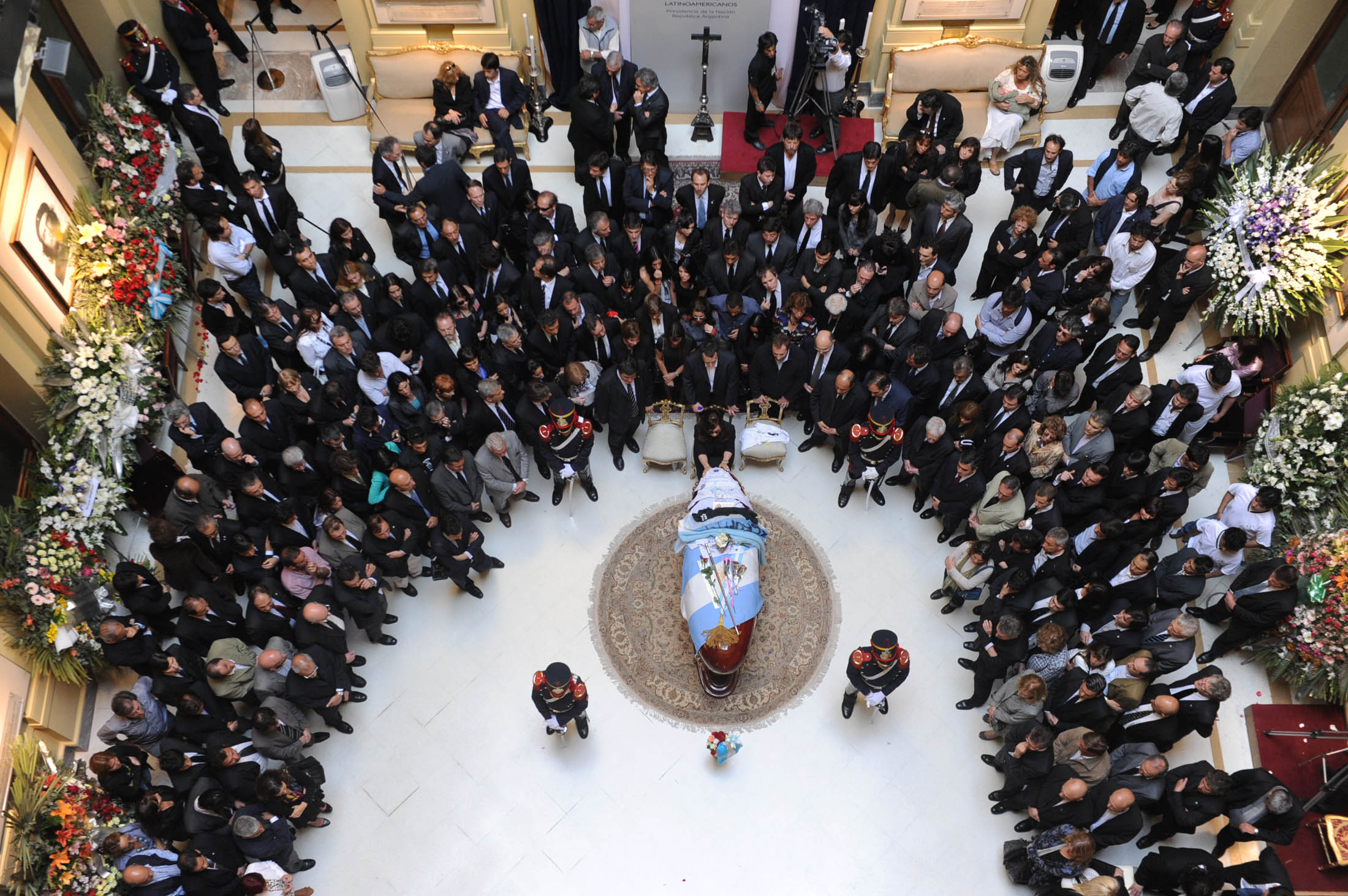
Нестор Киршнер, Аргентина
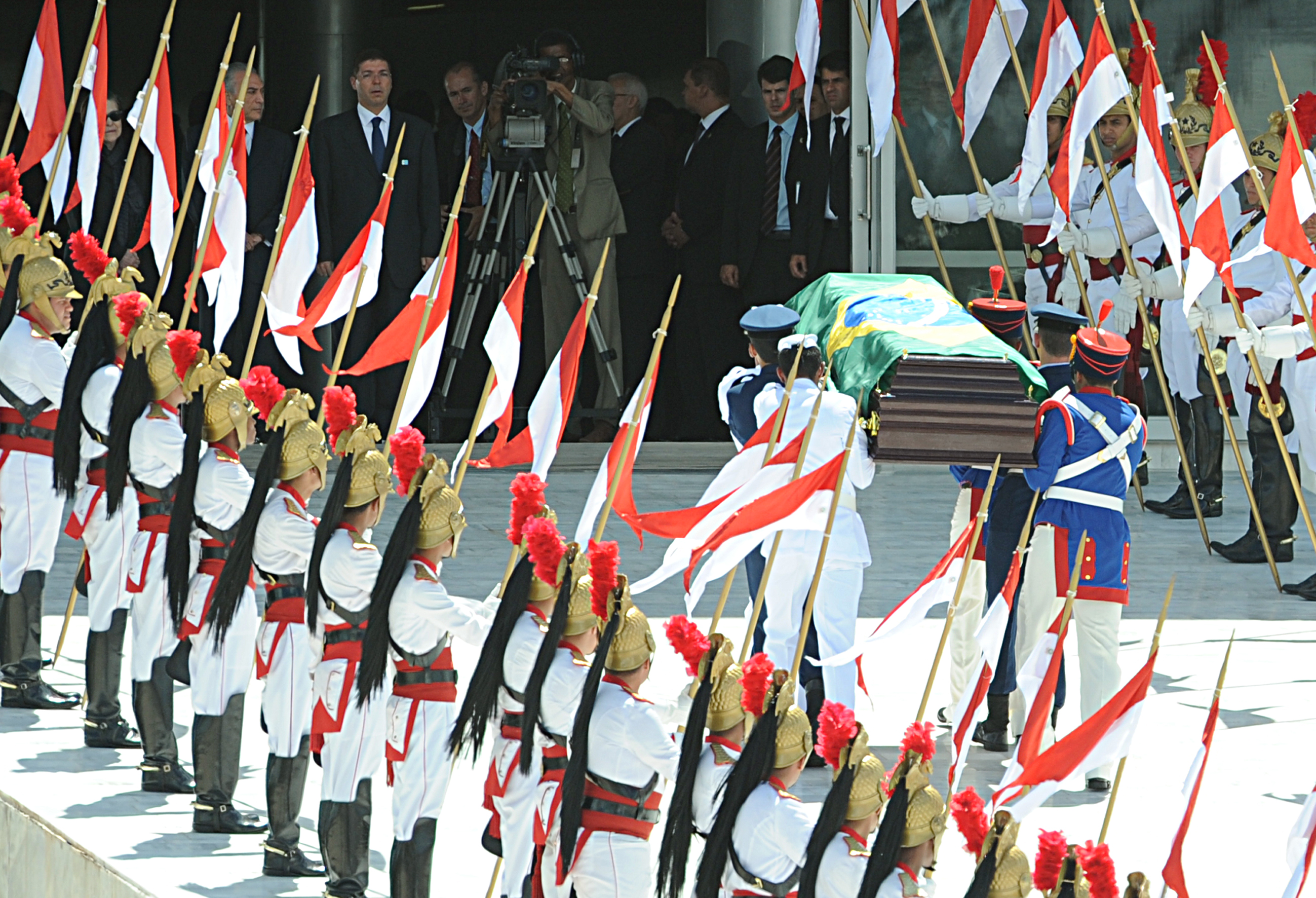
Жозе Аленкар, Бразилия
Кармен Миранда, Бразилия
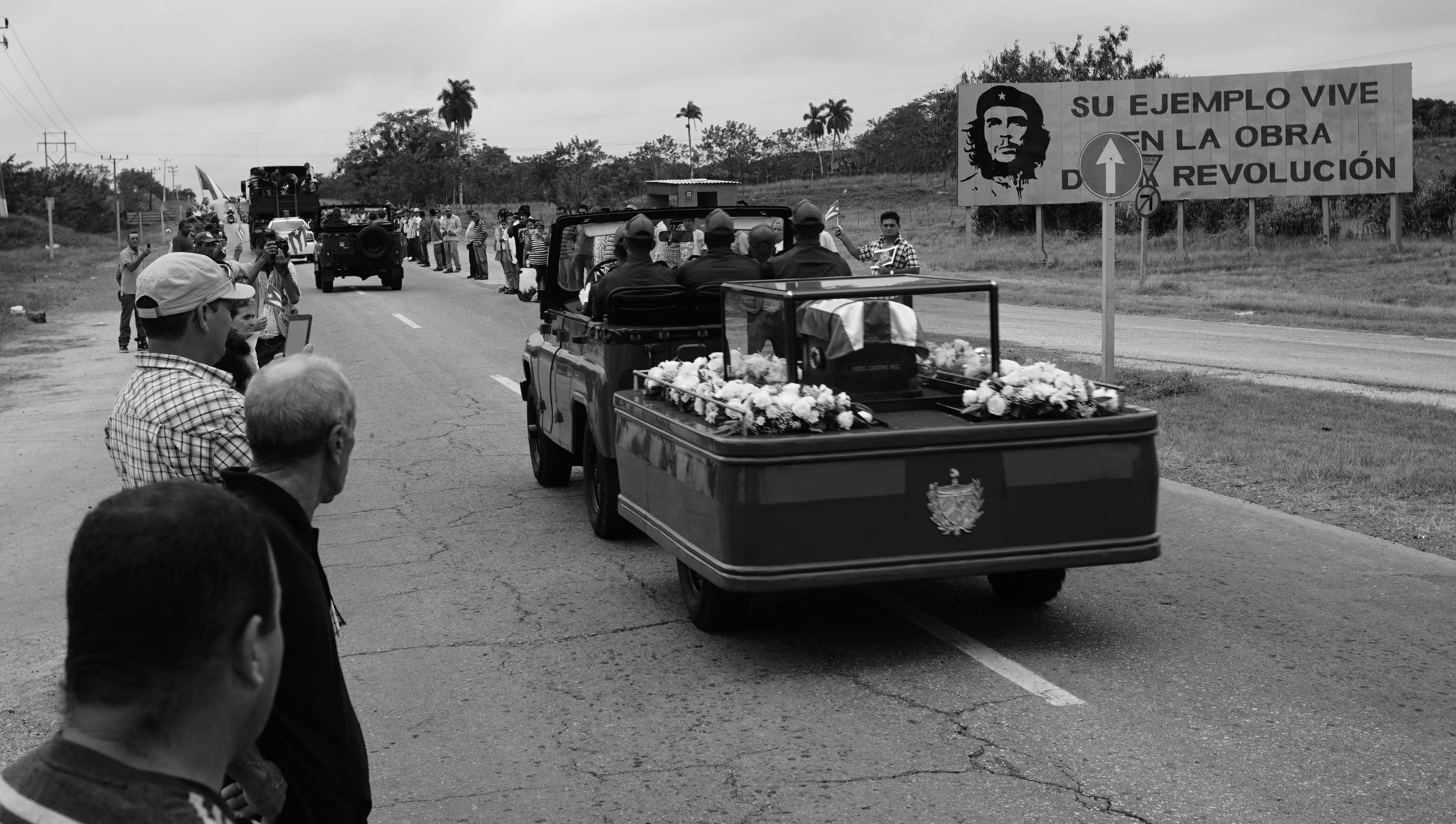
Фидель Кастро, Куба
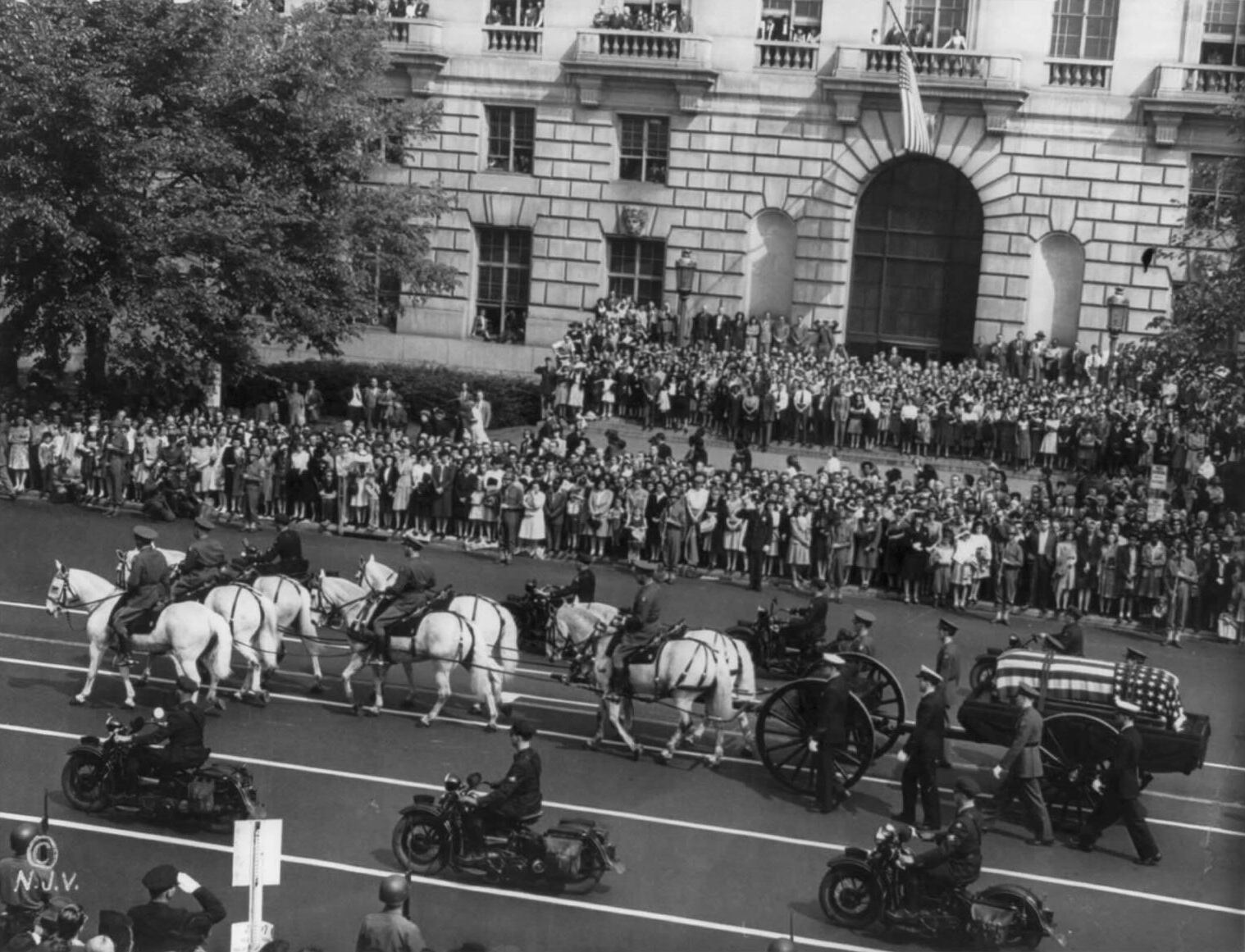
Франклин Рузвельт, США
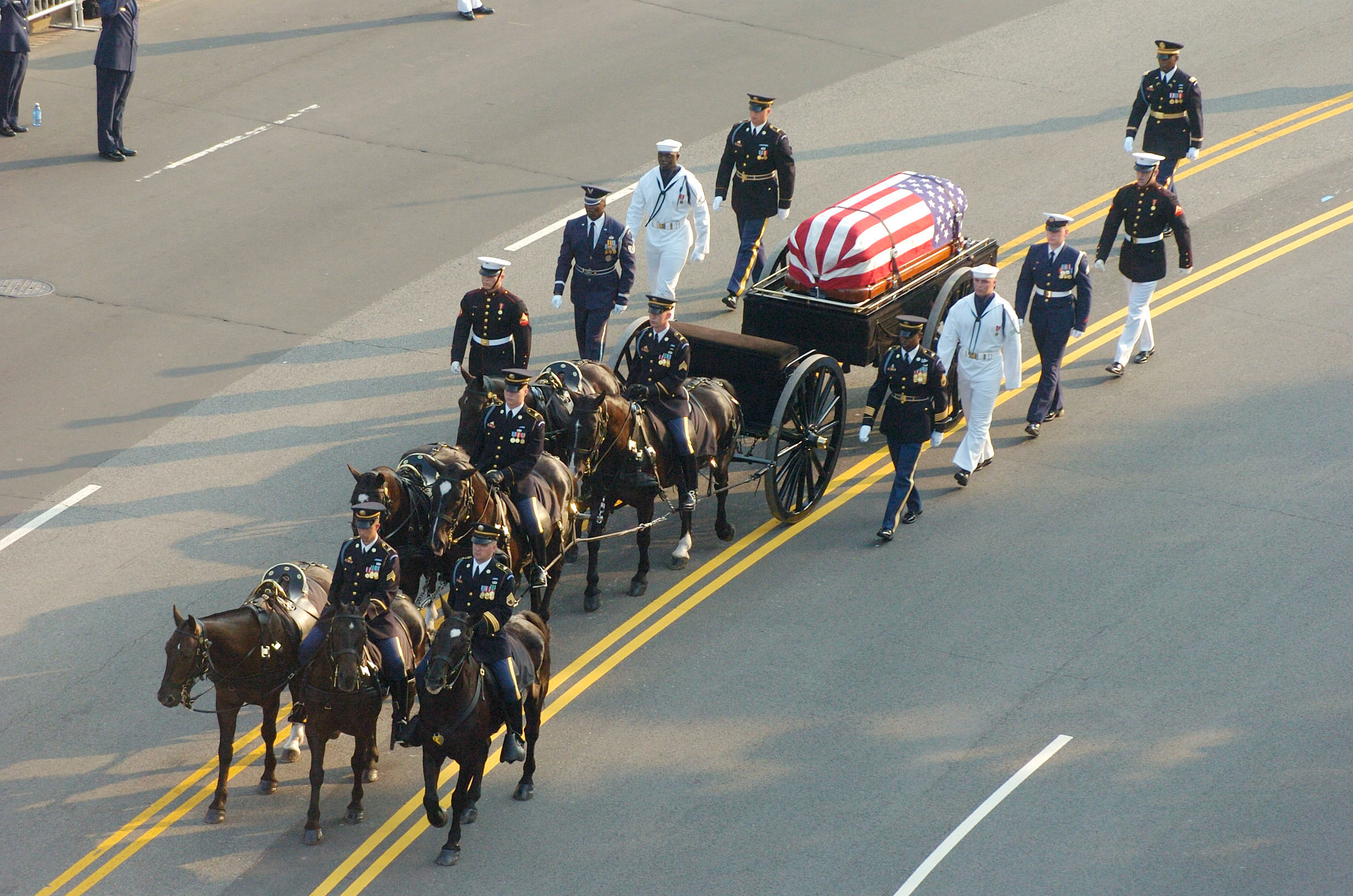
Рональд Рейган, США
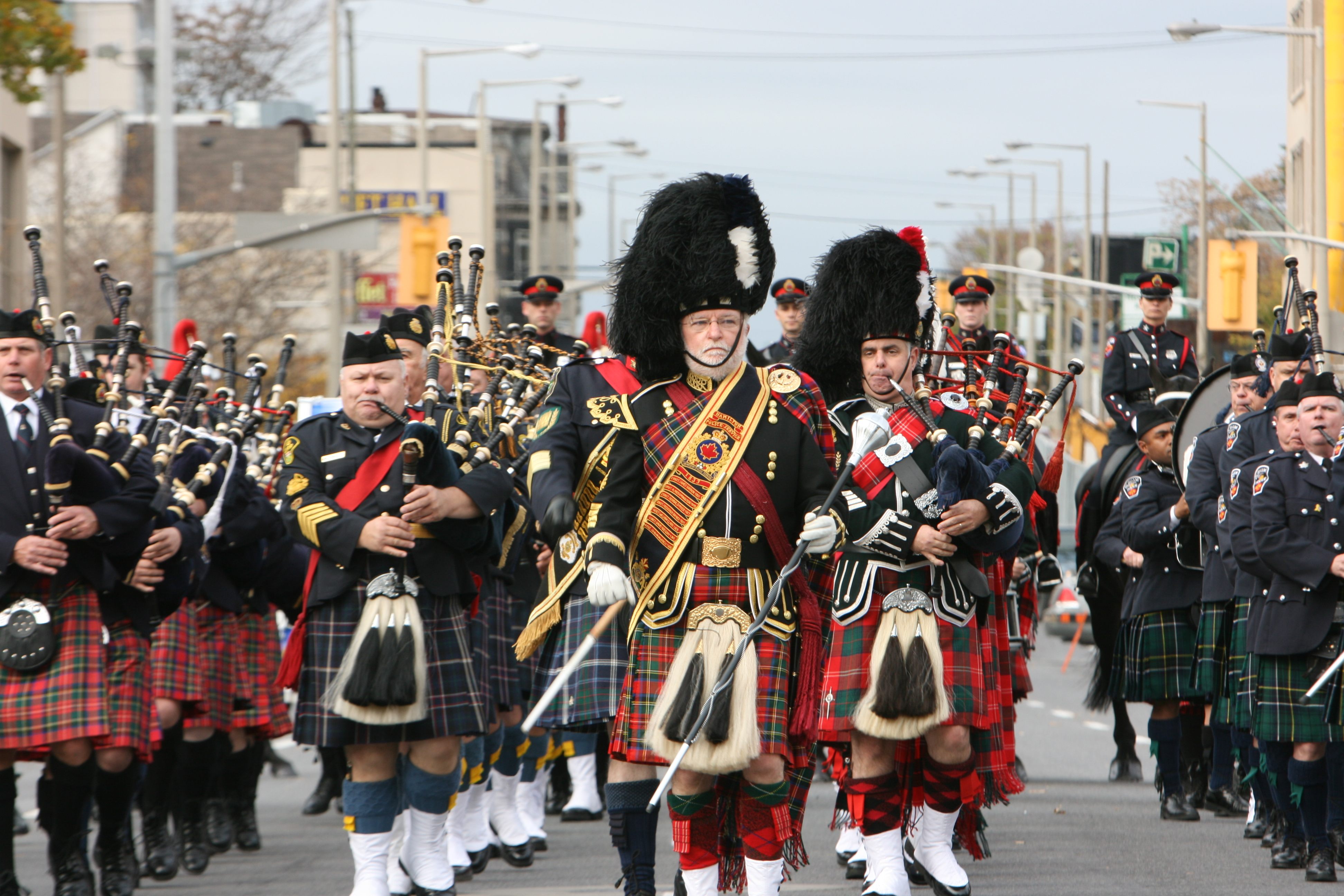
Линкольн Александр[англ.], Канада
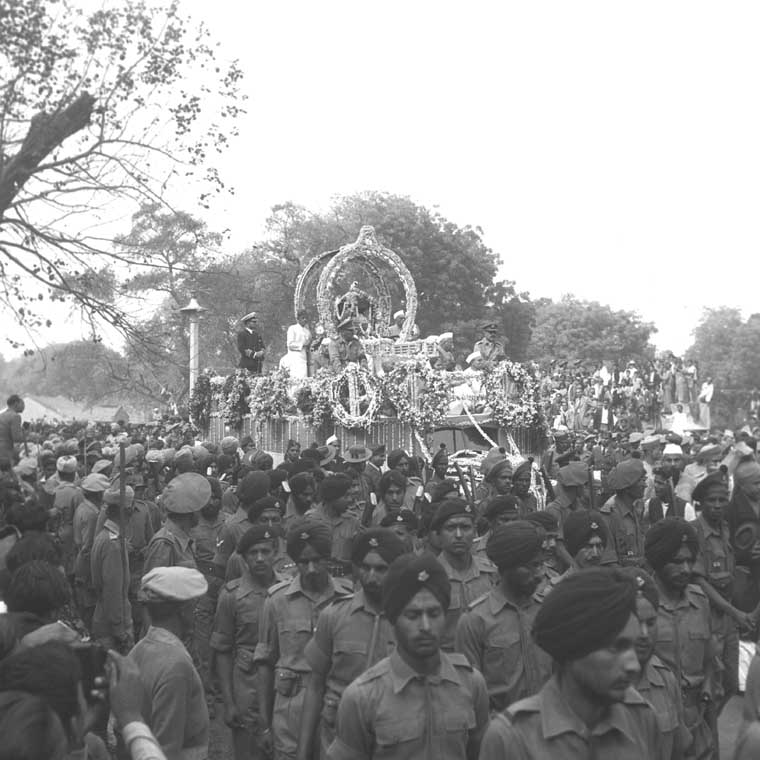
Махатма Ганди, Индия
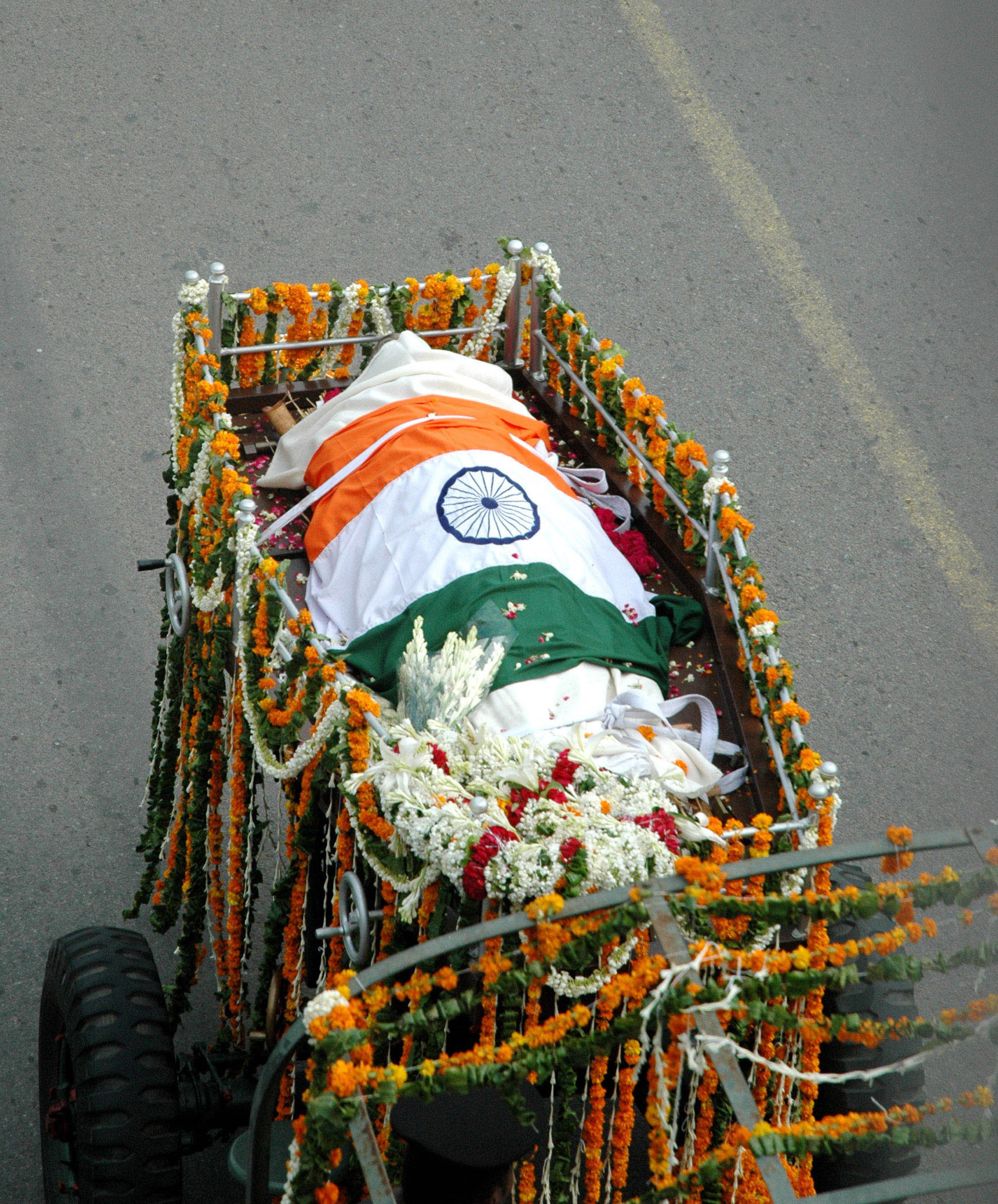
Чандра Сингх, Индия
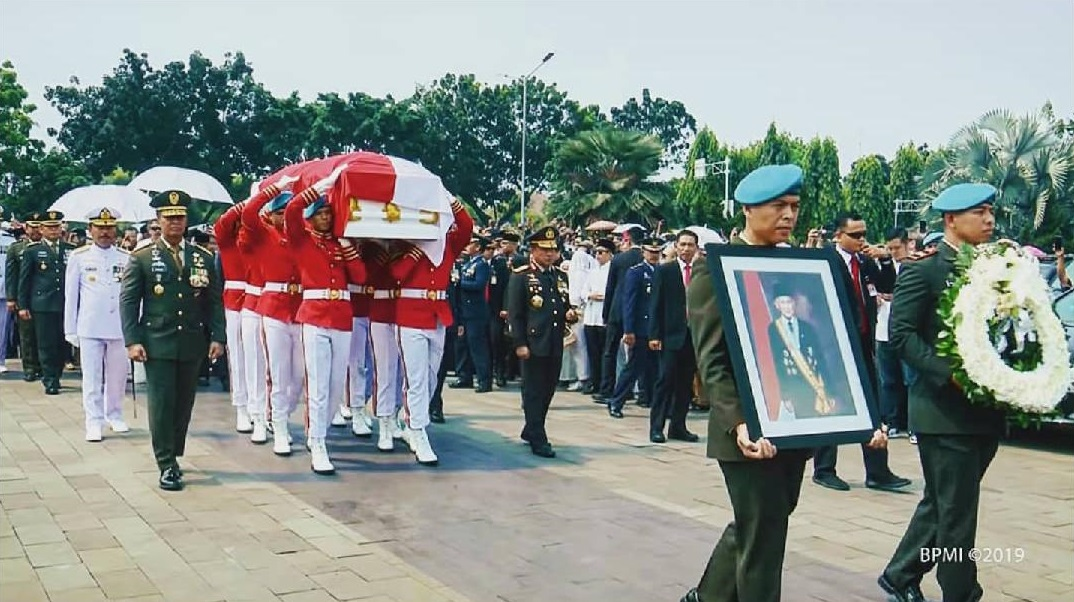
Бухаруддин Хабиби, Индонезия
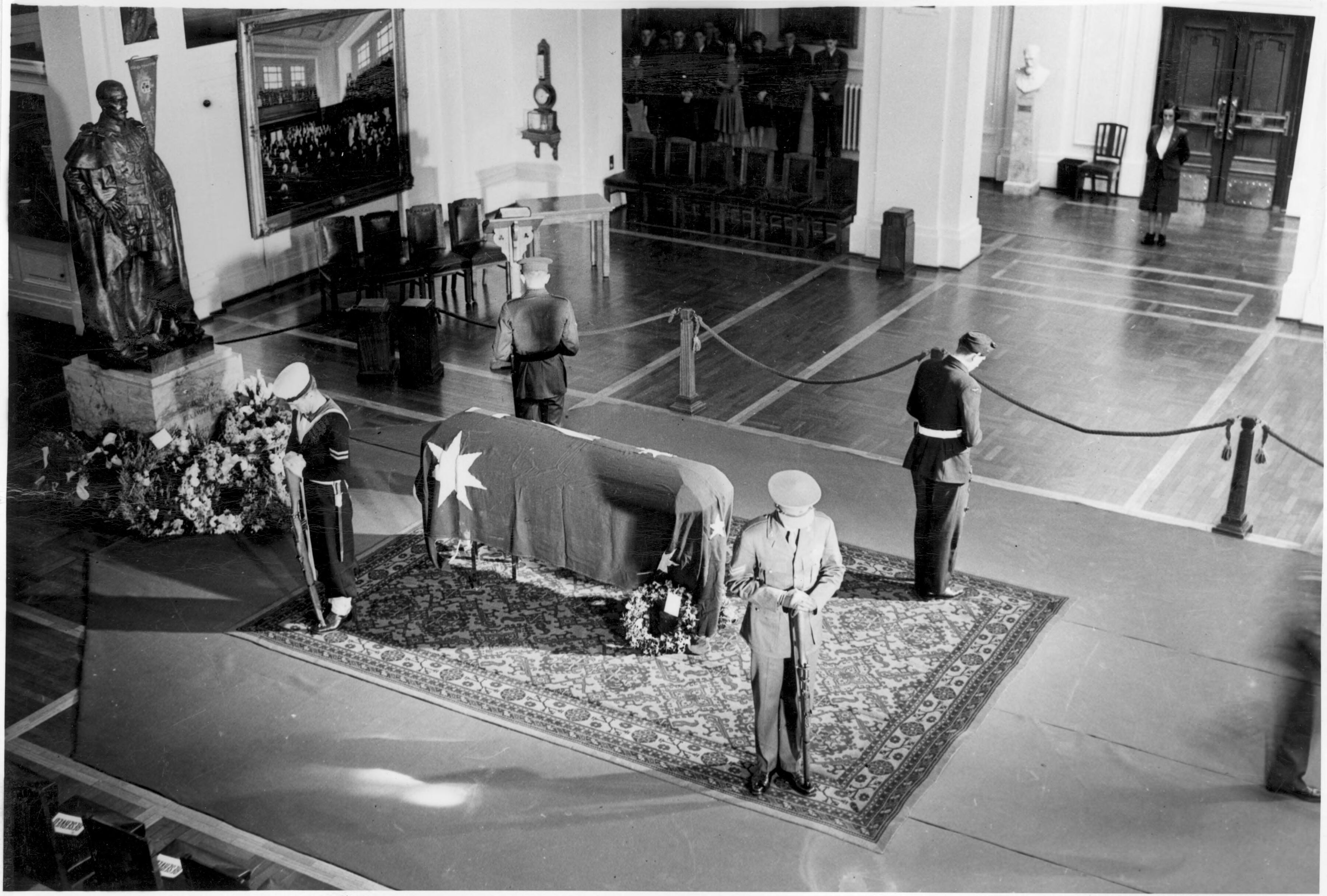
Джон Кэртин, Австралия
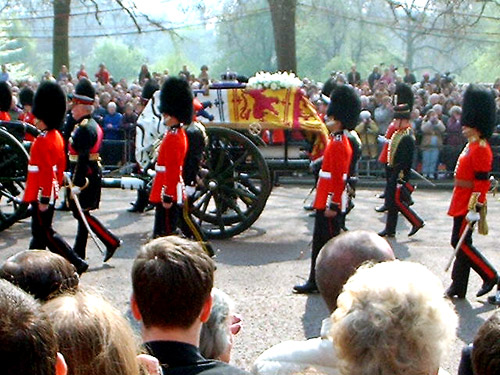
Королева Елизавета, Англия
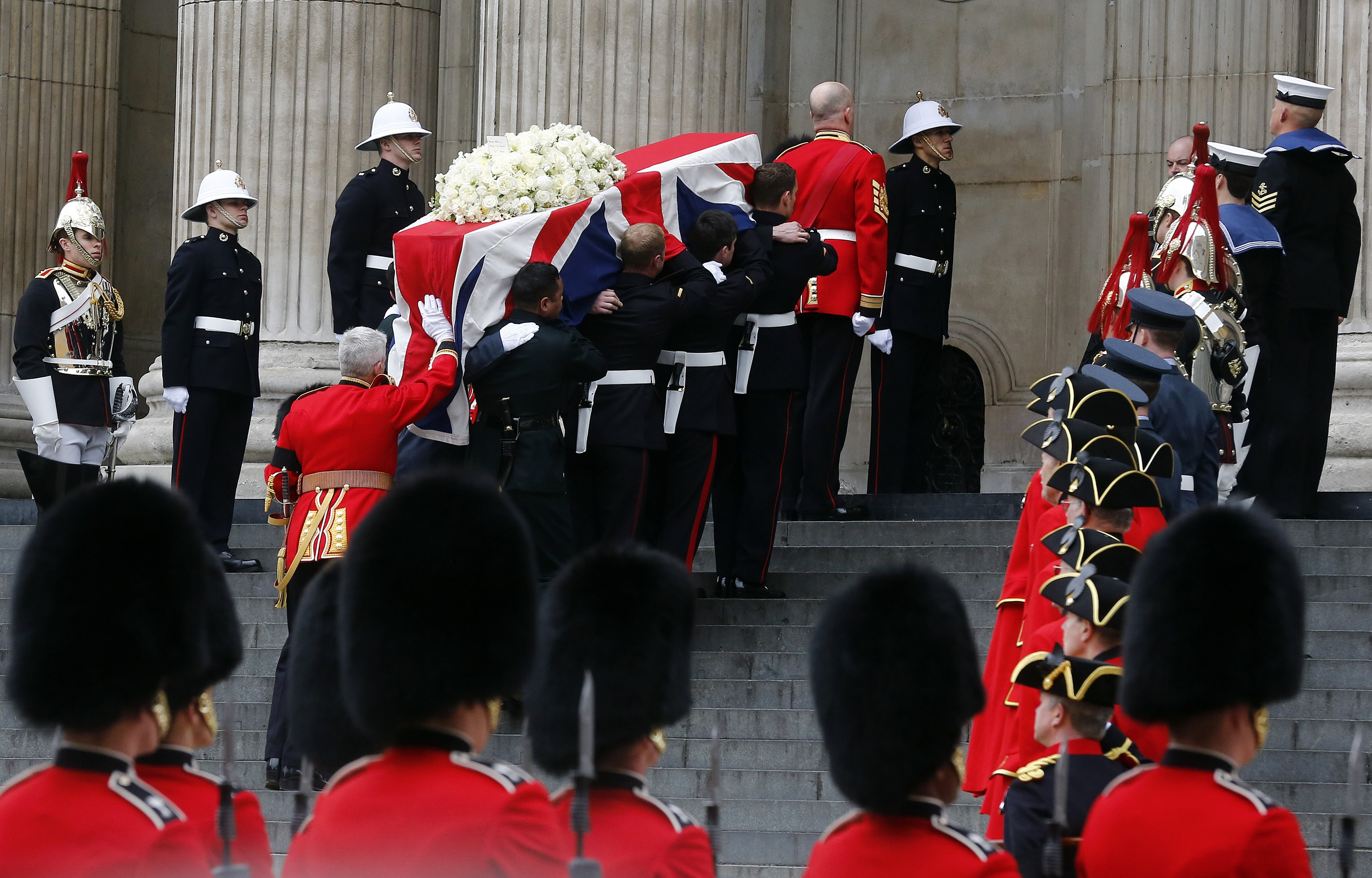
Маргарет Тэтчер, Англия
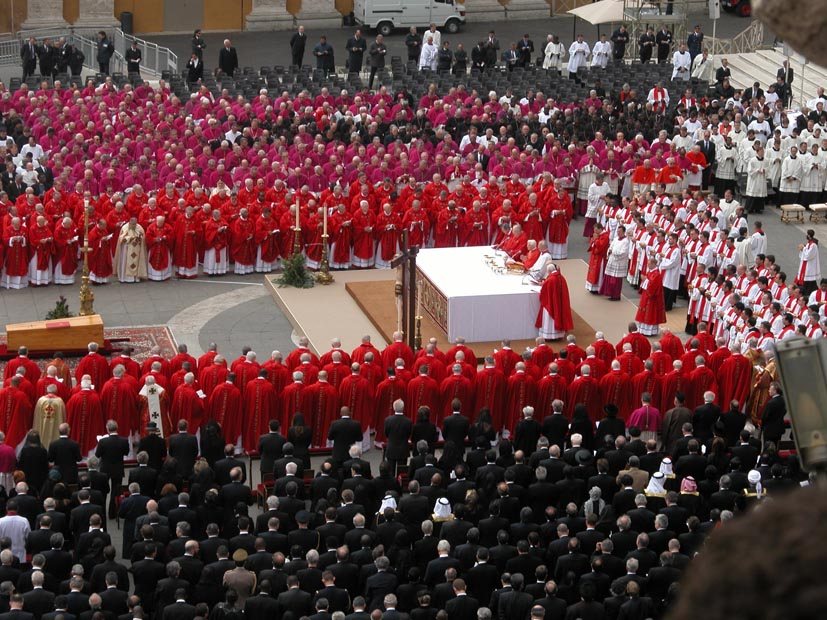
Иоанн Павел II, Ватикан
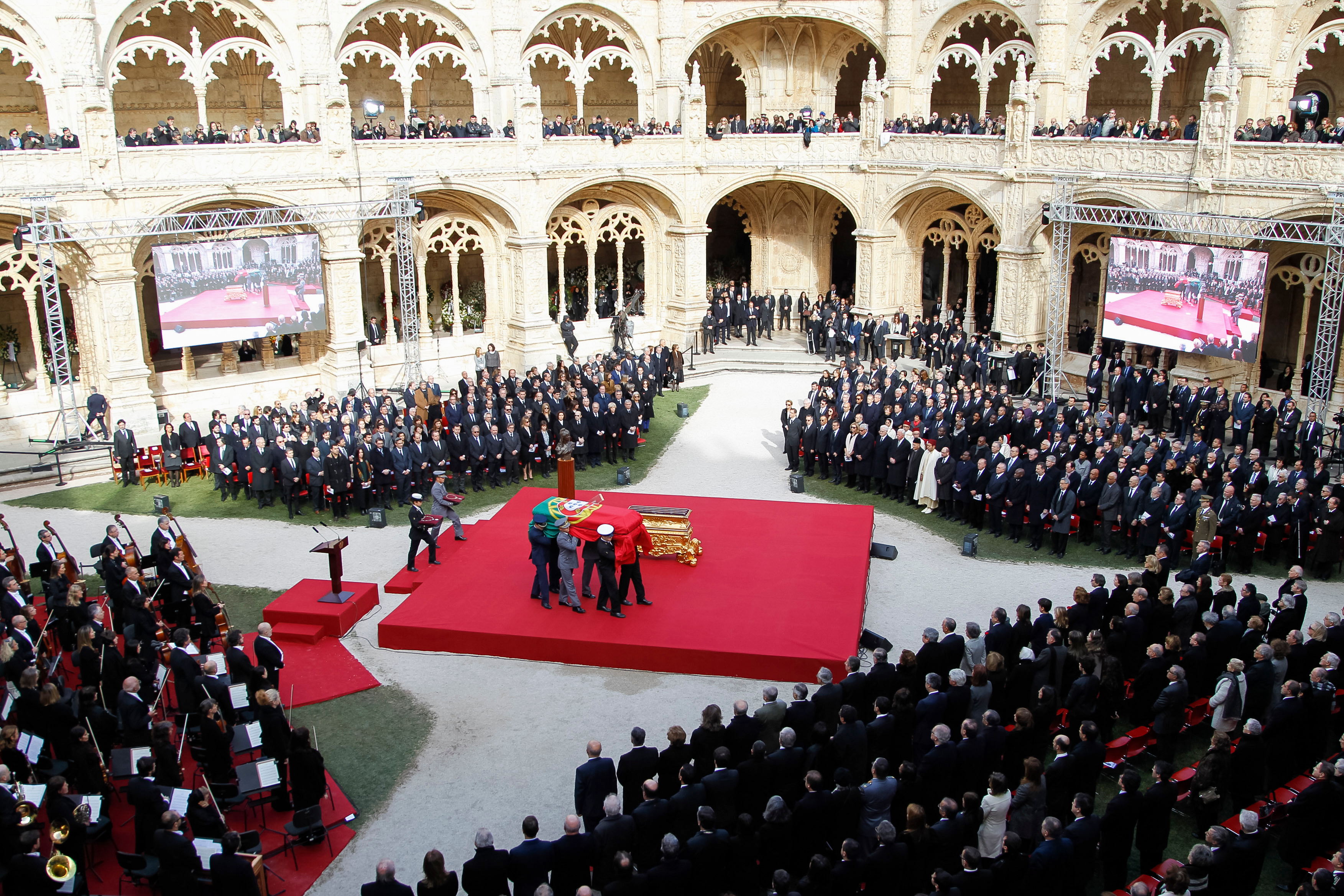
Мариу Суареш, Португалия